# Национальное собрание Республики Корея
Национальное собрание Республики Корея (кор. 대한민국 국회 Тэханмингук кукхве) — однопалатный законодательный орган (парламент) Республики Корея.

## Структура

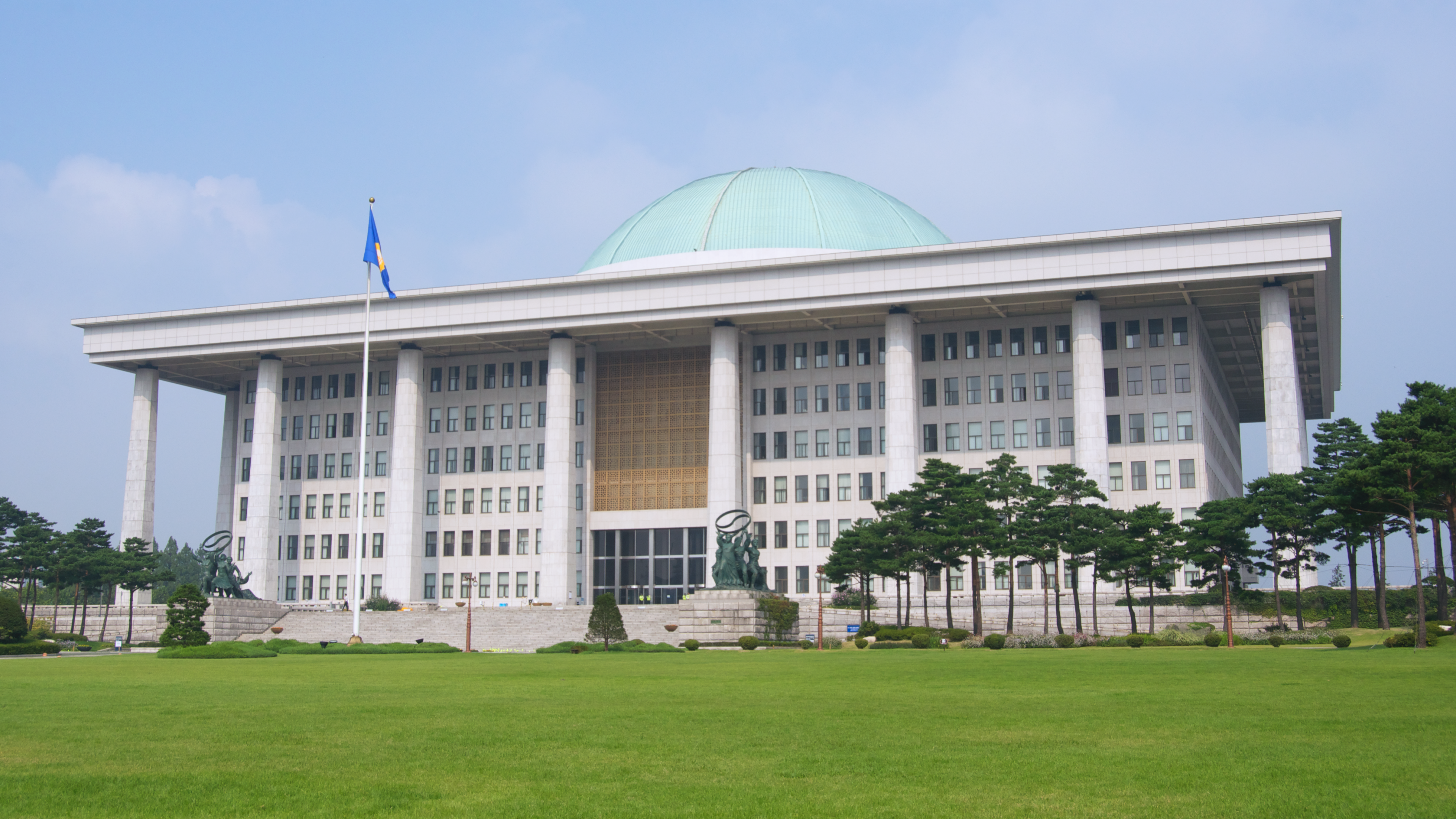
Здание Национального собрания в Сеуле

### Избрание членов
В Национальном собрании представлены 300 депутатов, избираемых на 4-летний срок. Из них 254 избираются по одномандатным округам, а 46 — по пропорциональной системе. По закону кандидаты на выборах в собрание должны быть не моложе тридцати лет.

### Руководство
Конституция предусматривает, что собранием руководят спикер (председатель) и два заместителя спикера, которые отвечают за ускорение законодательного процесса. Спикер и его заместители избираются тайным голосованием членами Собрания, а срок их полномочий ограничен двумя годами. Спикер независим от партийной принадлежности (по сравнению с двумя вице-спикерами, которые связаны с двумя ведущими политическими партиями в парламенте), и спикер и заместители спикера не могут одновременно быть министрами правительства.
Генеральный секретарь Национального собрания является главой Секретариата Национального собрания, который является департаментом, курирующим дела законодательного органа. Он является должностным лицом правительства и рассматривается как министр Кабинета. Как и в случае с председателем Национального собрания, он не должен быть связан ни с одной политической партией в течение своего срока полномочий в парламенте.

### Фракции
Партии, которые занимают не менее 20 мест в Собрании, формируют фракции (кор. 교섭단체), имеющие ряд прав, которых лишены более мелкие партии. К ним относятся больший объём государственного финансирования и участие в саммитах лидеров, которые определяют законодательную повестку дня парламента.

### Законодательный процесс
Чтобы законодатель мог внести законопроект, он должен представить предложение спикеру, сопровождаемое подписями не менее десяти других членов Собрания. Затем соответствующий комитет должен рассмотреть законопроект, чтобы убедиться, что он использует точный и упорядоченный язык. После этого Собрание может либо одобрить, либо отклонить законопроект.

### Комитеты
В Национальном собрании работает 17 постоянных комитетов, которые рассматривают законопроекты и петиции, подпадающие под их юрисдикцию, а также выполняют другие обязанности, предписанные соответствующими законами:
- Руководящий комитет Собрания
- Комитет по законодательству и правосудию
- Комитет национальной политики
- Комитет по стратегии и финансам
- Комитет по образованию
- Комитет по науке, ИКТ, вещанию и коммуникациям
- Комитет по иностранным делам и объединению
- Комитет национальной обороны
- Комитет государственного управления и безопасности
- Комитет по культуре, спорту и туризму
- Комитет по сельскому хозяйству, продовольствию, сельским делам, океанам и рыболовству
- Комитет по торговле, промышленности, энергетике, малым и средним предприятиям и стартапам
- Комитет по здравоохранению и социальному обеспечению
- Комитет по охране окружающей среды и труда
- Комитет по земельной инфраструктуре и транспорту
- Комитет по разведке
- Комитет по вопросам гендерного равенства и семьи

## Здание

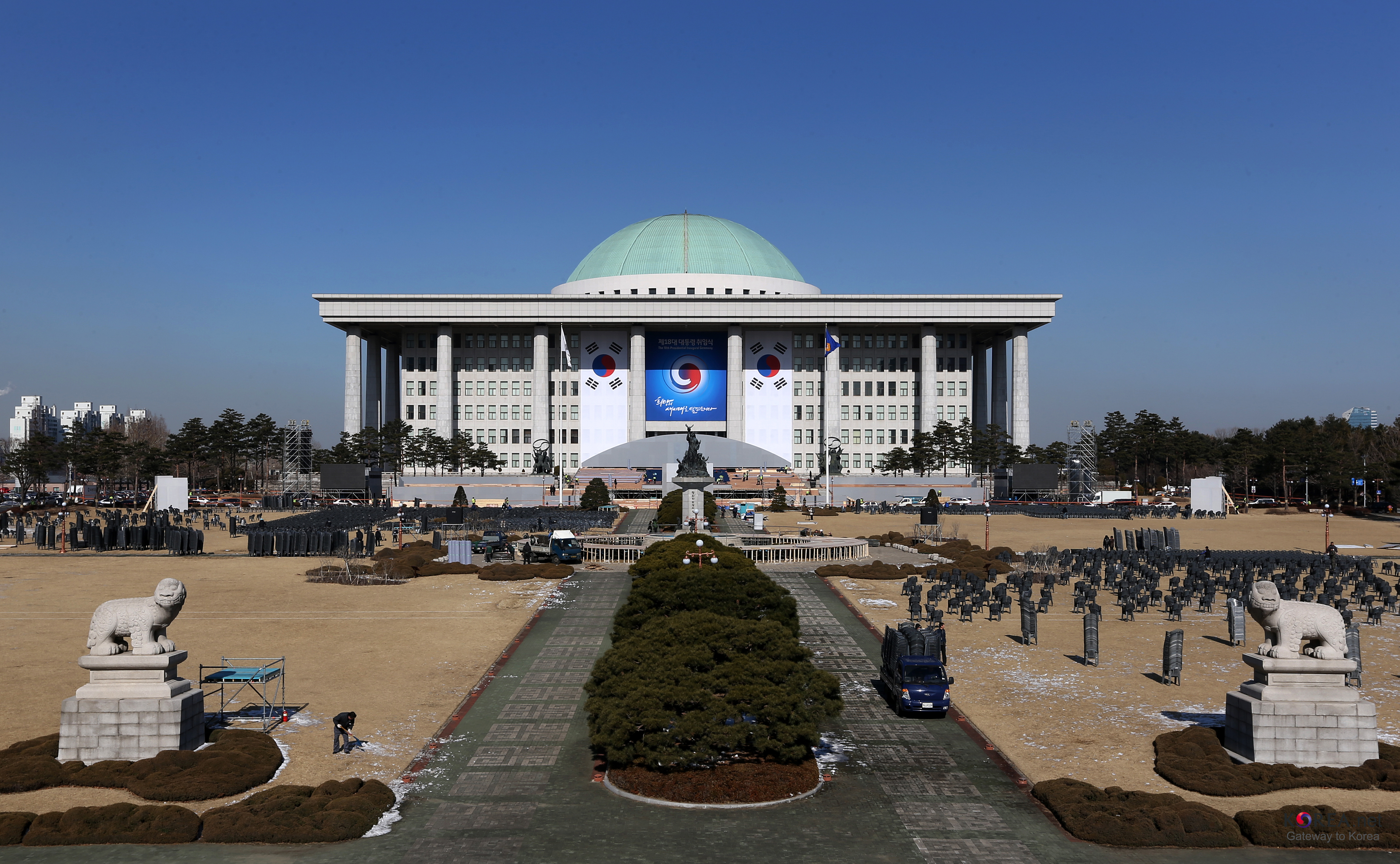
Здание Национального собрания в Сеуле

До 1975 года в качестве здания для Национального собрания использовалось Буминван, в котором сегодня работает Сеульский городской совет.
Действующее здание зала заседаний в Ёыйдо, Сеул, было построено в 1975 году и представляет собой каменное сооружение с семью этажами над землёй и одним этажом под землёй. Здание имеет 24 колонны, что означает обещание законодательного органа слушать людей 24/7 в течение всего года. 
В пленарном зале могут разместиться 400 человек, чтобы в случае воссоединения Кореи в состав Собрания могли войти новые законодатели.
Зал заседаний Национального собрания использовался для инаугураций нескольких президентов: Ро Дэ У в 1988 году, Ким Ён Сама в 1993 году, Ким Дэ Чжуна в 1998 году, Но Му Хёна в 2003 году, Ли Мён Бака в 2008 году, Пак Кын Хе в 2013 году, Мун Чжэ Ина в 2017 году и Ли Чжэ Мёна в 2025 году. Инаугурация Юн Сок Ёля в 2022 году состоялась на площади перед Собранием. 

## Действующий состав
Последние выборы состоялись в 2024 году. На данный момент места в парламенте распределены следующим образом:
| Партия | Партия                         | Мест получено на выборах | Мест получено на выборах | Мест получено на выборах | Текущее число мест                      | Текущее число мест                      | Текущее число мест                      | Лидер фракции                           |
| Партия | Партия                         | По округам               | По спискам               | Всего                    | ±                                       | Всего                                   | %                                       | Лидер фракции                           |
| ------ | ------------------------------ | ------------------------ | ------------------------ | ------------------------ | --------------------------------------- | --------------------------------------- | --------------------------------------- | --------------------------------------- |
|        | Демократическая партия         | 161                      | —                        | 161                      | ▲ 7                                     | 168                                     | 56,0 %                                  | Пак Чхан Дэ                             |
|        | Сила народа                    | 90                       | —                        | 90                       | ▲ 17                                    | 107                                     | 35,7 %                                  | Ким Ён Тхэ                              |
|        | Народная партия будущего       | —                        | 18                       | 18                       | вошла в состав «Силы народа»            | вошла в состав «Силы народа»            | вошла в состав «Силы народа»            | вошла в состав «Силы народа»            |
|        | Демократический альянс         | —                        | 14                       | 14                       | вошёл в состав «Демократической партии» | вошёл в состав «Демократической партии» | вошёл в состав «Демократической партии» | вошёл в состав «Демократической партии» |
|        | Корейская инновационная партия | —                        | 12                       | 12                       | —                                       | 12                                      | 4,0 %                                   | Со Ван Джин                             |
|        | Партия новых реформ            | 1                        | 2                        | 3                        | —                                       | 3                                       | 1,0 %                                   | Чон Ха Рам                              |
|        | Прогрессивная партия           | 1                        | —                        | 1                        | ▲ 3                                     | 4                                       | 1,3 %                                   | Юн Чжон О                               |
|        | Новое будущее                  | 1                        | —                        | 1                        | ▼ 1                                     | —                                       | —                                       | —                                       |
|        | Партия базового дохода         | —                        | —                        | —                        | ▲ 1                                     | 1                                       | 0,3 %                                   | Ён Хе Ин                                |
|        | Социал-демократическая партия  | —                        | —                        | —                        | ▲ 1                                     | 1                                       | 0,3 %                                   | Хан Чан Мин                             |
|        | Независимые                    | —                        | —                        | —                        | ▲ 2                                     | 2                                       | 0,6 %                                   |                                         |
|        | Вакантно                       | —                        | —                        | —                        | ▲ 2                                     | 2                                       | 0,6 %                                   | —                                       |
| Всего  | Всего                          | 254                      | 46                       | 300                      | —                                       | 300                                     | 100,0 %                                 |                                         |

## Исторический состав
| 29 | 85 | 1 | 1 | 1 | 1 | 1 | 1 | 1 | 1 | 1 | 1 | 1 | 2 | 6 | 12 | 55 |

| 2 | 24 | 126 | 1 | 1 | 1 | 1 | 3 | 3 | 10 | 14 | 24 |

| 15 | 67 | 1 | 3 | 3 | 114 |

| 79 | 26 | 1 | 127 |

| 4 | 1 | 175 | 49 | 1 | 1 | 2 |

| 40 | 14 | 2 | 9 | 110 |

| 1 | 45 | 129 |

| 1 | 89 | 1 | 113 |

| 2 | 52 | 19 | 146 |

| 3 | 61 | 22 | 145 |

| 2 | 81 | 2 | 11 | 1 | 1 | 2 | 25 | 151 |

| 1 | 67 | 35 | 1 | 4 | 20 | 148 |

| 1 | 70 | 59 | 9 | 35 | 125 |

| 97 | 21 | 1 | 31 | 149 |

| 79 | 15 | 16 | 50 | 139 |

| 115 | 17 | 5 | 1 | 2 | 133 |

| 10 | 152 | 9 | 2 | 1 | 4 | 121 |

| 5 | 81 | 3 | 25 | 18 | 153 | 14 |

| 13 | 127 | 3 | 5 | 152 |

| 6 | 123 | 11 | 38 | 122 |

| 6 | 3 | 180 | 5 | 3 | 103 |

| 1 | 12 | 175 | 1 | 3 | 108 |

### Комментарии
1. ↑  Ранее состоял в Демократической партии, для исполнения обязанностей спикера вышел из партии, чтобы сохранять нейтралитет
2. ↑  Спикер У Вон Сик и депутат от «Демократической партии нового будущего» Ким Чен Мин, покинувший её ряды.
3. ↑  Депутат Ли Чжэ Мён был избран президентом страны, а депутат Кан Хун Сик назначен начальником штаба президента Ли.
4. ↑  За исключением двух членов из «Прогрессивной партии», одного члена «Партии базового дохода» и одного члена из «Социал-демократической партии».